# William Douw Lighthall
William Douw Lighthall (W. D. Lighthall; * 27. Dezember 1857 in Hamilton/Ontario; † 3. August 1954 in Montreal) war ein kanadischer Lyriker und Schriftsteller.
Lighthall studierte an der McGill University und arbeitete bis 1944 auf verschiedenen Posten im Staatsdienst in Quebec. Bekannt wurde er als Herausgeber der  Gedichtanthologie Songs of the Great Dominion: Voices from the Forests and Waters, The Settlements and Cities of Canada, die u. a. Gedichte von Wilfred Campbell, Bliss Carman, Archibald Lampman und Charles G. D. Roberts enthielt. Seit 1902 war er Mitglied der Royal Society of Canada, 1918–19 war er deren Präsident.

## Quelle
- William H. New: Encyclopedia of Literature in Canada, University of Toronto Press, 2002, ISBN 9780802007612, S. 666

| Personendaten    | Personendaten                          |
| ---------------- | -------------------------------------- |
| NAME             | Lighthall, William Douw                |
| KURZBESCHREIBUNG | kanadischer Lyriker und Schriftsteller |
| GEBURTSDATUM     | 27. Dezember 1857                      |
| GEBURTSORT       | Hamilton (Ontario)                     |
| STERBEDATUM      | 3. August 1954                         |
| STERBEORT        | Montreal                               |